# Llandaff
Llandaff (in het Welsh Llandaf llan kerk plus de rivier Tâf) is een district van Cardiff in Wales, dat sinds 1922 deel uitmaakt van deze stad. Het is tevens de naam van een bisdom van de Church of Wales, in de dichtst bevolkte streek van Zuid-Wales. In het district staat de kathedraal van Llandaff.

## Geboren in Llandaff

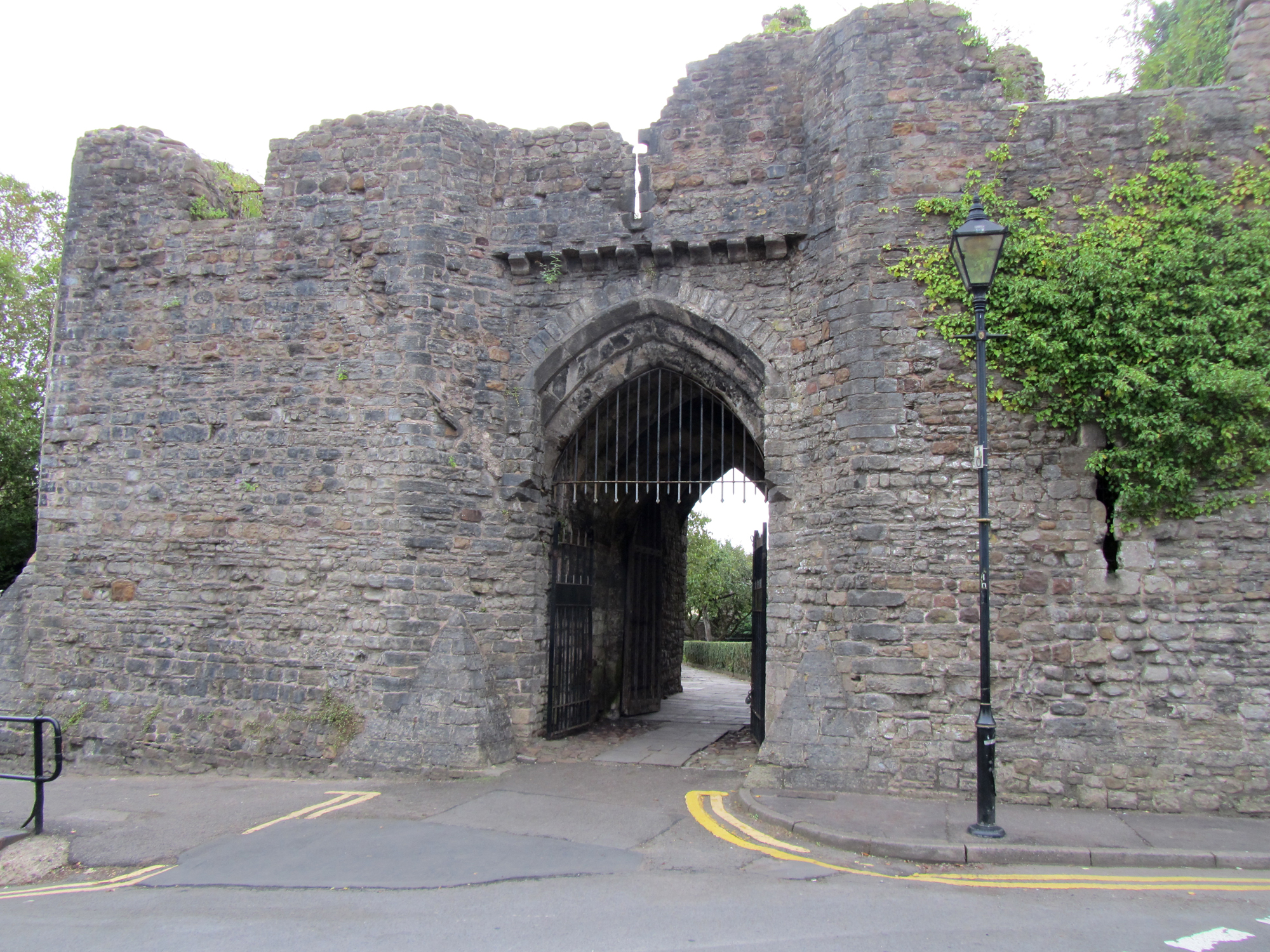
Bishop's Castle

- Roald Dahl (1916-1990)
- Charlotte Church (1986)